# 惠王陵站
惠王陵站位于中华人民共和国四川省成都市龙泉驿区外东洪路，是成都地铁2号线的地下车站。

## 车站概要
本站位于大面街道东洪路与陵川路交叉口东侧，呈南北向布置，于2012年9月16日开通使用。因临近明蜀惠王朱申凿之陵——惠王陵而得名。在2号线建设期间，本站曾使用工程名“东洪路站”。

## 车站结构
本站为地下两层标准岛式站台明挖车站，主体全长176.8米，标准宽度为18.7米，车站最宽处42.8米，车站主体建筑面积6960平方米。
| 地面              | 0         | 出入口                                                                                              |
| 地下一层          | 站厅      | 自助购票、客服中心                                                                                  |
| 地下二层          | 2号线站台 | \| \| \| 2号线往犀浦（成渝立交） \| \| 島式 · 開左邊车门 \| \| \| \| \| \| 2号线往龙泉驿（洪河） \| |
|                   |           | 2号线往犀浦（成渝立交）                                                                             |
| 島式 · 開左邊车门 |           | |
|                   |           | 2号线往龙泉驿（洪河）                                                                               |

## 出入口
本站目前开放3个出入口。
| 编号     | 设施         | 指示                                 | 照片 |
| -------- | ------------ | ------------------------------------ | ---- |
|          | 无障碍卫生间 | 外东洪路、陵川路、惠王陵西路、悦来街 |      |
| 出口 · C |              | 外东洪路、驿都大道                   |      |
| 出口 · D | 无障碍电梯   | 外东洪路、陵川路、惠王陵东路         |      |

## 历史
- 2010年1月15日，主体结构封顶[7]；
- 2012年9月16日，正式启用[2]。

## 未来发展
预计2025年30号线开通后，本站将成为2号线和30号线换乘站。